# Marion (Kentucky)
Marion es una ciudad ubicada en el condado de Crittenden en el estado estadounidense de Kentucky. En el Censo de 2010 tenía una población de 3039 habitantes y una densidad poblacional de 350,05 personas por km².

## Geografía
Marion se encuentra ubicada en las coordenadas 37°19′53″N 88°4′45″O / 37.33139, -88.07917. Según la Oficina del Censo de los Estados Unidos, Marion tiene una superficie total de 8.68 km², de la cual 8.61 km² corresponden a tierra firme y (0.81%) 0.07 km² es agua.

## Demografía
Según el censo de 2010, había 3039 personas residiendo en Marion. La densidad de población era de 350,05 hab./km². De los 3039 habitantes, Marion estaba compuesto por el 95.66% blancos, el 2.14% eran afroamericanos, el 0.72% eran amerindios, el 0.26% eran asiáticos, el 0% eran isleños del Pacífico, el 0.16% eran de otras razas y el 1.05% pertenecían a dos o más razas. Del total de la población el 0.76% eran hispanos o latinos de cualquier raza.